# Ditrichum lewis-smithii
Ditrichum lewis-smithii là một loài rêu trong họ Ditrichaceae. Loài này được Ochyra mô tả khoa học đầu tiên năm 1996.